# Domașnea
Domașnea – wieś w Rumunii, w okręgu Caraș-Severin, w gminie Domașnea. W 2011 roku liczyła 1016 mieszkańców. 